# Hessenpokal (Fußball) 2018/19
Der Hessenpokal 2018/19 war die 74. Austragung des Fußballpokalwettbewerbs der Männer. Das Turnier begann am 15. Juli 2018. Das Finale zwischen dem KSV Baunatal und dem SV Wehen Wiesbaden sollte ursprünglich am 25. Mai 2019 im Parkstadion Baunatal stattfinden. Da sich der SV Wehen Wiesbaden für die Aufstiegsrelegation zur 2. Bundesliga qualifizierte, wurde das Finale auf den 25. Juni verlegt. Dort gewann der SVWW mit 8:1 gegen Baunatal und holte zum insgesamt sechsten Mal den Pokal.
Der Pokalsieger erhält das Startrecht zum DFB-Pokal 2019/20. Da der SV Wehen Wiesbaden bereits als Dritter der 3. Liga für den DFB-Pokal qualifiziert ist, ist der unterlege Finalist KSV Baunatal jedoch automatisch für den DFB-Pokal qualifiziert.
Es dürfen keine zwei Mannschaften eines Vereins oder einer Kapitalgesellschaft an den Spielen um den DFB-Vereinspokal teilnehmen.

## Teilnehmende Mannschaften
Für das Achtelfinale waren der SV Wehen Wiesbaden (3. Liga), der FSV Frankfurt (Regionalliga Südwest), die Kickers Offenbach (Regionalliga Südwest), der KSV Hessen Kassel (Regionalliga Südwest), der TSV Steinbach Haiger (Titelverteidiger; Regionalliga Südwest), der TSV Stadtallendorf (Regionalliga Südwest), der SC Hessen Dreieich (Aufsteiger in die Regionalliga Südwest) sowie als Sieger der Fairplay-Wertung der Verbandsspielklassen die SG Waldsolms (Gruppenliga Gießen/Marburg) qualifiziert.
Für die erste Runde waren folgende 32 Mannschaften sportlich qualifiziert:
| Kreis                | Sieger                     | Liga 2018/19             |
| -------------------- | -------------------------- | ------------------------ |
| Alsfeld              | FSG Homberg/Ober-Ofleiden  | Kreisoberliga Gießen Süd |
| Biedenkopf           | VfL Weidenhausen           | Kreisliga A Biedenkopf   |
| Dillenburg           | SSV Langenaubach           | Verbandsliga Mitte       |
| Frankenberg          | FC Ederbergland            | Hessenliga               |
| Fulda                | SV Buchonia Flieden        | Hessenliga               |
| Gießen               | FC Gießen                  | Hessenliga               |
| Hersfeld-Rotenburg   | SG Festspielstadt Hersfeld | Gruppenliga Fulda        |
| Hofgeismar-Wolfhagen | SG Calden/Meimbressen      | Gruppenliga Kassel 2     |
| Kassel               | KSV Baunatal               | Hessenliga               |
| Lauterbach-Hünfeld   | SV Steinbach               | Verbandsliga Nord        |
| Marburg              | SV Bauerbach               | Verbandsliga Mitte       |
| Schlüchtern          | SG Kressenbach/Ulmbach     | Kreisoberliga Fulda Süd  |
| Schwalm-Eder         | 1. FC Schwalmstadt         | Verbandsliga Nord        |
| Waldeck              | SC Willingen               | Verbandsliga Nord        |
| Werra-Meißner        | SV 07 Eschwege             | Verbandsliga Nord        |
| Wetzlar              | SC Waldgirmes              | Hessenliga               |

| Kreis            | Sieger                 | Liga 2018/19                       |
| ---------------- | ---------------------- | ---------------------------------- |
| Bergstraße       | VfR Fehlheim           | Gruppenliga Darmstadt              |
| Büdingen         | SC Viktoria Nidda      | Kreisoberliga Büdingen             |
| Darmstadt        | SG Arheilgen           | Kreisoberliga Darmstadt-Groß Gerau |
| Dieburg          | TS Ober-Roden          | Verbandsliga Süd                   |
| Frankfurt        | SG Bornheim Grün-Weiss | Verbandsliga Süd                   |
| Friedberg        | Türk Gücü Friedberg    | Hessenliga                         |
| Gelnhausen       | FC Bayern Alzenau      | Hessenliga                         |
| Groß-Gerau       | VfB Ginsheim           | Hessenliga                         |
| Hanau            | FC Hanau 93            | Verbandsliga Süd                   |
| Hochtaunus       | Usinger TSG            | Verbandsliga Süd                   |
| Limburg-Weilburg | SV Rot-Weiß Hadamar    | Hessenliga                         |
| Main-Taunus      | SG Oberliederbach      | Gruppenliga Wiesbaden              |
| Odenwald         | TSV 1875 Höchst        | Gruppenliga Darmstadt              |
| Offenbach        | Spvgg. 03 Neu-Isenburg | Hessenliga                         |
| Rheingau-Taunus  | FV 08 Geisenheim       | Kreisoberliga Rheingau-Taunus      |
| Wiesbaden        | FV Biebrich 02         | Verbandsliga Mitte                 |

## 1. Runde
Die Spiele der 1. Runde fanden zwischen dem 15. Juli und dem 1. August 2018 statt.
| Datum                 |                                  | Ergebnis              |                            |
| --------------------- | -------------------------------- | --------------------- | -------------------------- |
| 15.07.2018, 14:00 Uhr | SV Steinbach                     | 4:3 n. V. (3:3, 2:1)  | SV Buchonia Flieden        |
| 17.07.2018, 19:00 Uhr | SG Calden/Meimbressen            | 0:4                   | KSV Baunatal               |
| 18.07.2018, 19:30 Uhr | FSG Homberg/Ober-Ofleiden        | 1:3                   | SC Willingen               |
| 20.07.2018, 19:00 Uhr | VfL Weidenhausen                 | 0:7                   | SC Waldgirmes              |
| 21.07.2018, 15:00 Uhr | SV Rot-Weiß Hadamar              | 4:2                   | Türk Gücü Friedberg        |
| 26.07.2018, 19:30 Uhr | TSV 1875 Höchst                  | 5:5 n. V. (1:3 i. E.) | TS Ober-Roden              |
| 27.07.2018, 19:30 Uhr | SG Kressenbach/Ulmbach           | 0:2                   | SG Festspielstadt Hersfeld |
| 28.07.2018, 17:00 Uhr | VfR Fehlheim                     | 0:4                   | FV Biebrich 02             |
| 28.07.2018, 19:30 Uhr | SC Viktoria Nidda                | 0:4                   | FC Hanau 93                |
| 29.07.2018, 15:30 Uhr | SV Bauerbach                     | 5:1                   | FC Ederbergland            |
| 29.07.2018, 15:30 Uhr | SG Oberliederbach                | 3:2                   | Usinger TSG                |
| 31.07.2018, 19:00 Uhr | FV 08 Geisenheim                 | 1:10                  | VfB Ginsheim               |
| 31.07.2018, 19:30 Uhr | SG Arheilgen                     | 0:3                   | Spvgg. 03 Neu-Isenburg     |
| 31.08.2018, 20:00 Uhr | SG Bornheim/Grün-Weiss Frankfurt | 0:3                   | FC Bayern Alzenau          |
| 01.08.2018, 19:00 Uhr | SSV Langenaubach                 | 3:7                   | FC Gießen                  |
| 01.08.2018, 19:30 Uhr | SV 07 Eschwege                   | 2:2 n. V. (3:0 i. E.) | 1. FC Schwalmstadt         |

## 2. Runde
Die Spiele der 2. Runde fanden am 15. und 22. August 2018 statt.
| Datum                 |                            | Ergebnis |                        |
| --------------------- | -------------------------- | -------- | ---------------------- |
| 15.08.2018, 19:00 Uhr | FC Hanau 93                | 1:2      | Spvgg. 03 Neu-Isenburg |
| 22.08.2018, 18:30 Uhr | TS Ober-Roden              | 1:2      | FC Bayern Alzenau      |
| 22.08.2018, 19:00 Uhr | SV Bauerbach               | 1:8      | FC Gießen              |
| 22.08.2018, 19:00 Uhr | FV Biebrich 02             | 0:4      | SV Rot-Weiß Hadamar    |
| 22.08.2018, 19:30 Uhr | SG Festspielstadt Hersfeld | 4:5      | SV 07 Eschwege         |
| 22.08.2018, 19:30 Uhr | SV Steinbach               | 0:4      | KSV Baunatal           |
| 22.08.2018, 20:00 Uhr | SC Willingen               | 0:2      | SC Waldgirmes          |
| 22.08.2018, 20:00 Uhr | SG Oberliederbach          | 1:4      | VfB Ginsheim           |

## Achtelfinale
Die Spiele des Achtelfinales fanden zwischen dem 11. September und dem 3. Oktober 2018 statt.
| Datum                 |                        | Ergebnis  |                          |
| --------------------- | ---------------------- | --------- | ------------------------ |
| 11.09.2018, 19:00 Uhr | SV 07 Eschwege         | 0:2       | SV Wehen Wiesbaden       |
| 19.09.2018, 19:00 Uhr | Spvgg. 03 Neu-Isenburg | 1:3       | KSV Hessen Kassel        |
| 19.09.2018, 19:00 Uhr | FC Gießen              | 3:0 n. V. | Eintracht Stadtallendorf |
| 25.09.2018, 18:30 Uhr | KSV Baunatal           | 2:1       | TSV Steinbach Haiger     |
| 25.09.2018, 19:30 Uhr | VfB Ginsheim           | 1:2       | SC Hessen Dreieich       |
| 25.09.2018, 19:30 Uhr | SC Waldgirmes          | 2:5       | FSV Frankfurt            |
| 26.09.2018, 19:00 Uhr | SG Waldsolms           | 0:4       | SV Rot-Weiß Hadamar      |
| 03.10.2018, 15:00 Uhr | FC Bayern Alzenau      | 2:3       | Kickers Offenbach        |

## Viertelfinale
Die Spiele des Viertelfinales fanden vom 17. Oktober bis zum 27. November 2018 statt.
| Datum                 |                   | Ergebnis |                     |
| --------------------- | ----------------- | -------- | ------------------- |
| 17.10.2018, 18:30 Uhr | KSV Hessen Kassel | 0:6      | SV Wehen Wiesbaden  |
| 23.10.2018, 19:00 Uhr | Kickers Offenbach | 1:2      | SC Hessen Dreieich  |
| 30.10.2018, 19:00 Uhr | KSV Baunatal      | 2:1      | SV Rot-Weiß Hadamar |
| 27.11.2018, 19:00 Uhr | FC Gießen         | 2:1      | FSV Frankfurt       |

## Halbfinale
Die Spiele des Halbfinales fanden am 19. und am 27. März 2019 statt.
| Datum                 |                    | Ergebnis              |                    |
| --------------------- | ------------------ | --------------------- | ------------------ |
| 19.03.2019, 19:00 Uhr | KSV Baunatal       | 1:1 n. V. (5:3 i. E.) | FC Gießen          |
| 27.03.2019, 19:00 Uhr | SC Hessen Dreieich | 1:3                   | SV Wehen Wiesbaden |

## Finale
| SV Wehen Wiesbaden                         | SV Wehen Wiesbaden | KSV Baunatal                                                                                    | KSV Baunatal |
| ------------------------------------------ | --- | ----------------------------------------------------------------------------------------------- | ------------ |
| SV Wehen Wiesbaden                         | \| 25. Juni 2019 in Wetzlar (Stadion Wetzlar) \| \| Ergebnis: 8:1 (4:1) \| \| Zuschauer: 576 \|                                                                    | \| 25. Juni 2019 in Wetzlar (Stadion Wetzlar) \| \| Ergebnis: 8:1 (4:1) \| \| Zuschauer: 576 \| | KSV Baunatal |
| SV Wehen Wiesbaden                         | Watkowiak – Kuhn, Mockenhaupt (58. Dams), Mrowca, Lorch – Shipnoski, Gül, Titsch Rivero (70. Vogel), Dittgen – Schäffler (56. Schönfeld), Kyereh Cheftrainer: Rehm |                                                                                                 | KSV Baunatal |
| SV Wehen Wiesbaden                         | 1:0 Schäffler (1.) 2:0 Schäffler (15.) 3:1 Künzel (43., ET) 4:1 Kuhn (45.) 5:1 Schäffler (55.) 6:1 Kyereh (59.) 7:1 Kyereh (76.) 8:1 Shipnoski (79.)               | 2:1 Krengel (20.)                                                                               | KSV Baunatal |
| SV Wehen Wiesbaden                         | Kuhn (20.) | Üstün (30.), ? (62.)                                                                            | KSV Baunatal |
| 25. Juni 2019 in Wetzlar (Stadion Wetzlar) | |                                                                                                 |              |
| Ergebnis: 8:1 (4:1)                        | |                                                                                                 |              |
| Zuschauer: 576                             | |                                                                                                 |              |

Als ursprünglicher Austragungsort war das Parkstadion Baunatal vorgesehen. Organisatorische Probleme, die eine Spieldurchführung an besagtem Termin unmöglich machten, sorgten für die Verlegung nach Wetzlar.